# Rally en Finlandia
Los rallyes en Finlandia son una disciplina que se practica desde mediados del siglo XX. Es junto al hockey sobre hielo unos de los deportes más practicados y seguidos. El máximo organismo es la AKK, Federación Finlandesa de Rally. En Finlandia se llama ralli.
A pesar de ser una nación de poco más de cinco millones de habitantes Finlandia es el país con mayor número de pilotos campeones del mundo (6) y el que más títulos ha logrado (13). Desde la creación del Campeonato Mundial de Rally en 1973, siempre ha habido algún piloto finlandés luchando por el título o finalizando entre los diez primeros. En 1979 había cuatro pilotos entre los cinco primeros, en 1981 seis entre los diez primeros y en 1986 los tres primeros eran pilotos finlandeses. Una de las razones por las que este país genera tantos pilotos es por la facilidad y el apoyo que se les da a pilotos noveles y jóvenes talentos. Hay que entender también que es un país con un clima adverso durante gran parte del año por lo que están más acostumbrados a conducir en situaciones extremas. La mayoría de las carreteras del país son de tierra con una suave capa de gravilla debido a que son más fáciles de mantener y menos peligrosas puesto que cuando nieva los coches dotados de neumáticos con clavos atraviesan la nieve y se agarra a la tierra que hay por debajo. Por otro lado sin embargo a los pilotos finlandeses les cuesta rodar rápido en rallies de asfalto.
La principal competición de rally en Finlandia es el Campeonato Nacional llevado a cabo por la federación del país y que se disputa desde el año XX en rallies del todo el país con tramos de nieve y tierra. Por otro lado el Rally de Finlandia, prueba del campeonato del mundo desde su creación es el principal, atractivo para los aficionados y pilotos fineses. La prueba mueve a miles de seguidores y llega a paralizar el país.

## Historia

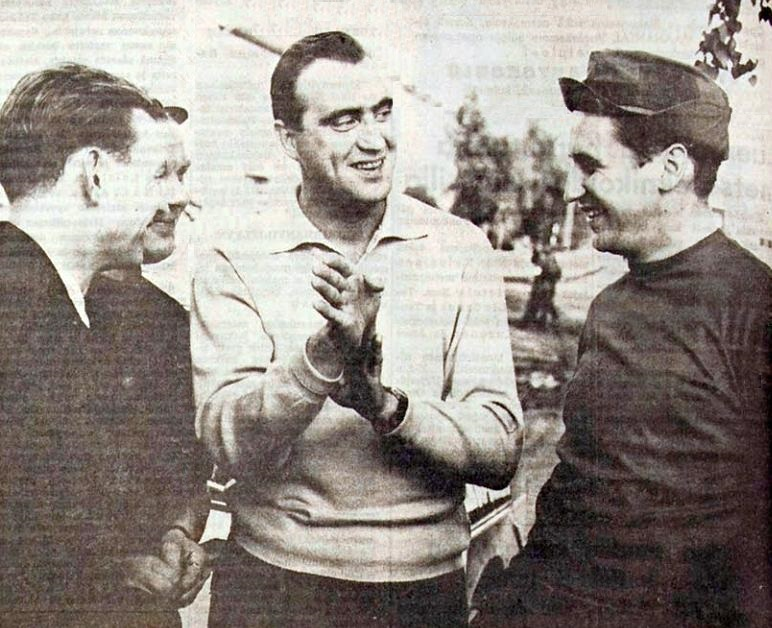
Rauno Aaltonen, Pauli Toivonen and Timo Mäkinen, durante el Rally de Finlandia de 1965. Estos pilotos fueron de los primeros en triunfar tanto dentro del país como en el extranjero.

Los primeros rallies se llevaron a cabo precisamente en los países escandinavos en la década de los años 50 y donde se estableció además el formato que se utiliza en la actualidad. Concienciados por mejorar la seguridad vial y a sabiendas de que organizar pruebas en carreteras abiertas suponía un riesgo establecieron tramos cronometrados donde las autoridades permitían competir en pistas cerradas al tráfico a condición de que se respetara escrupulosamente las normas de tráfico durante los enlaces.

### Apoyo a jóvenes
A pesar de la facilidad para acceder al automovilismo en Finlandia, competir en el extranjero resulta tan difícil como en cualquier otro país. La federación finlandesa (AKK) organiza actividades y potencia la aparición de nuevos talentos pero no los financia directamente. Algunos pilotos que ha destacado en el campeonato del mundo, como Tommi Mäkinen, Harri Rovanperä, Toni Gardemeister, Mikko Hirvonen o Jari-Matti Latvala deben parte de su éxito al apoyo del inversor y mánager Timo Jouhki. 
Desde hace unos años se celebra la AKK Driver Cademy, una categoría que pretende potenciar la los mejores pilotos para que puedan dar el salto a las competiciones internacionales. El director de esta asociación es el excopiloto Risto Mannisenmäki.

## Competiciones
Dentro de las competiciones existentes hay diversos campeonatos, con algunas variantes respecto de los rallyes corrientes y escuelas donde los más jóvenes pueden debutar incluso sin haber alcanzado la mayoría de edad. Todos los campeonatos de dividen en tres categorías: B-Junior, A-Junior e Yleinen. Cuando un piloto empieza es considerado B-Junior, por lo que no puede participar en eventos donde se utilicen notas. Cuando adquiere experiencia y logra buenos resultados que le otorgan puntos es ascendido a A-Junior y posteriormente lo mismo para Yleinen. Estas categorías se establecen independientemente de la edad que el piloto tenga. A un finlandés, además, no se le permite competir fuera del país hasta que no haya alcanzado la categoría Yleinen para asegurarse siempre una buena representación, en un país donde los rallies son casi una religión.

### Modalidades
Al igual que en el resto de países, en Finlandia para competir en rally debes ser mayor de edad y poseer el carnet de conducir. Sin embargo los jóvenes pueden empezar en los llamados Rallisprint donde se permite la participación en el mismo año que el piloto cumpla 16 años (por lo que pueden empezar a competir con quince). Todas las pruebas de rally, excepto las pertenecientes al campeonato nacional y los rallispecials, no se permiten el uso de notas, pero si reconocer los tramos, siempre a pie o en bicicleta.
Existen tres grandes tipos de competición:
- Ralli: Es un rally convencional, todos disputados sobre tierra y con tramos cronometrados de 40 – 80 km.
- Rallisprint: Es una prueba corta con un tramo de entre 3 y 5 km por donde se pasan dos veces. Solo se tiene en cuenta la mejor vuelta y se permiten utilizar coches sin matricular. Existe la variante Asfaltisprint que se disputa sobre asfalto.
- Ralliespecial: Es similar al rally pero los tramos en la misma carretera y generalmente con dos pasadas a cada sentido.[4]

Además de estas tres categorías existen otras posibilidades de competición. Una de ellas es las carreras JM, iniciales de Jokamiesluokka, traducción literal de carrera popular. Se compite en una licencia más barata con un sistema de limitación de precio para los coches. El precio de los mismos no puede ascender de los 1.150 euros por lo que ningún piloto se gasta más de esa cantidad en la preparación del coche. Además si otro piloto desea comprárselo está obligado a vendérselo. En ocasiones varios pilotos pueden estar interesados en adquirir una unidad determinada por lo que se realiza un sorteo entre los compradores. En la JM suele haber altas inscripciones y es habitual ver carreras con más de 400 participantes.
La F- Cup es el campeonato donde la gran mayoría de los pilotos debutan y donde también muchos veteranos hacen sus últimas carreras. En ellas solo pueden competir vehículos de dos ruedas motrices y motor atmosférico que hayan perdido la homologación. El coste de un coche puntero de esta categoría ronda los 15 o 20.000 euros más otro tanto de gastos totales durante la temporada, por lo que no casi nunca llega los 50.000 anuales. En la F-Cup es habitual ver carreras con 100 o 170 pilotos inscritos.

### Campeonato de Finlandia de Rally

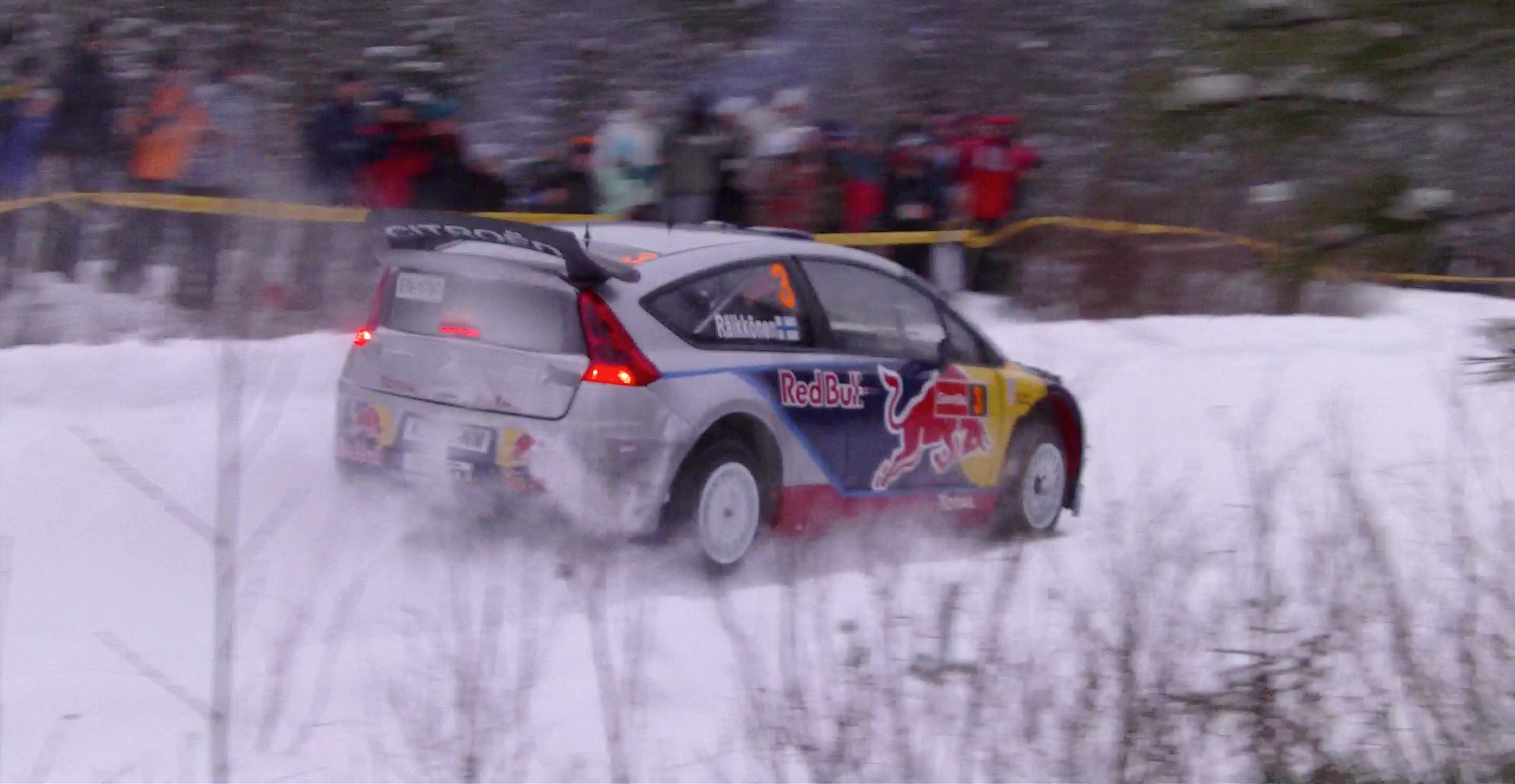
El Arctic Lapland rally se disputa íntegramente sobre nieve. En la imagen el piloto de Fórmula 1 Kimi Räikkönen durante la edición de 2010.

El Campeonato de Finlandia de Rally es la máxima categoría en el país. Se disputa desde 1959 y se divide en tres categorías: Grupo A (incluido WRC y Super 1600), Grupo N (incluido Super 2000) y grupo n (para grupo N con motor limitado a 2000 cc).

#### Pruebas
- Arctic Lapland Rally
- SM Vaakuna-Ralli
- Hartikainen SM Itäralli
- SM O.K. Auto-ralli
- Vartti SM-ralli
- SM Finnsco-ralli

## Pilotos

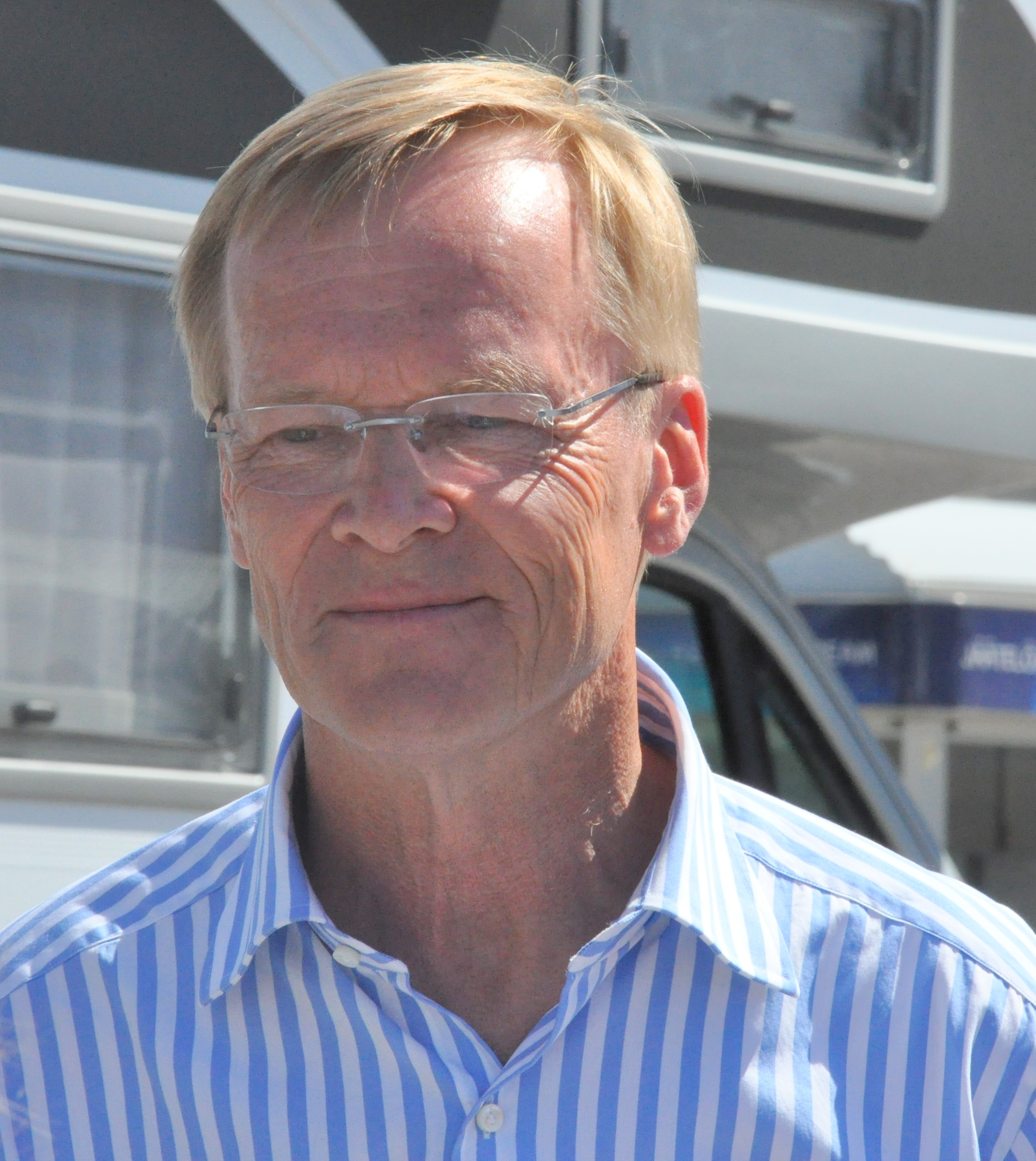
Ari Vatanen.

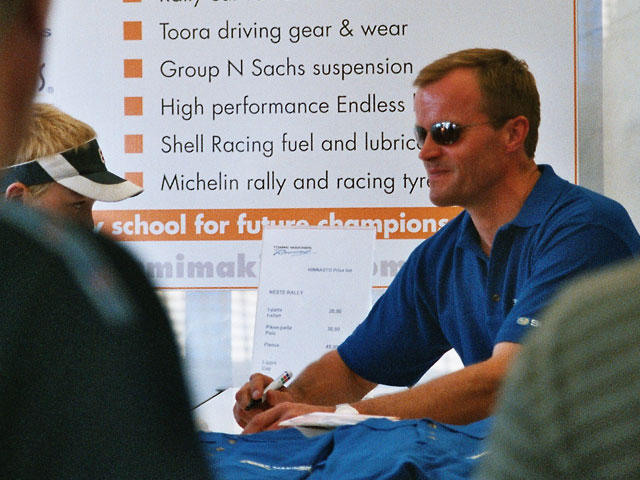
Tommi Mäkinen.

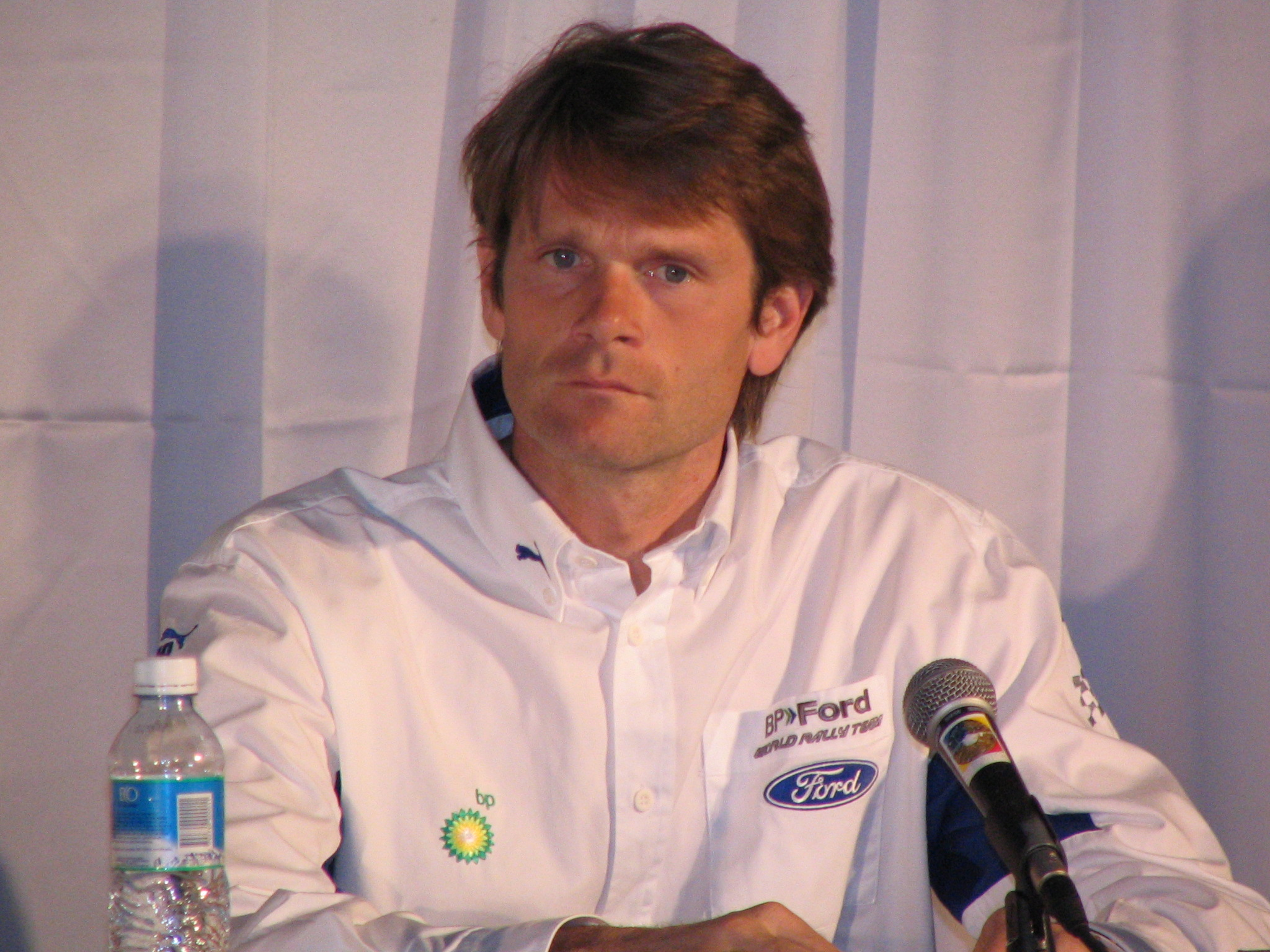
Marcus Grönholm.

Muchos pilotos de rally finlandeses han triunfado en competiciones extranjeras. Entre otros destacan:
- Rauno Aaltonen. Fue el primer piloto finés en ganar el Campeonato de Europa de Rally, lo hizo en 1965. Además consiguió victorias en pruebas internacionales como Rally RAC en 1965, el Rally de Montecarlo de 1967 o el propio Rally de Finlandia en 1961.
- Pauli Toivonen. Fue campeón de Europa en 1968 y campeón de Finlandia en 1962. También ganó el Rally de Finlandia en 1962 y ganó pruebas internacionales como el Rally de Montecarlo de 1966, Rally de San Remo en 1968 o el Rally Acrópolis en 1969. Su hijo Henri también fue piloto de rally.
- Timo Mäkinen. Ganó cuatro veces el Rally de Finlandia, el Rally de Montecarlo en 1965, el Rally RAC en tres ocasiones y el Costa de Marfil en 1974 y 1976. Su hijo es Tommi Mäkinen.
- Simo Lampinen. Ganó el campeonato finés en cuatro ocasiones y el Rally de Finlandia en 1963, 1964 y 1972. Ganó rallies internacionales como el Rally RAC en 1968, el Rally de Portugal en 1970 o el Rally de Marruecos en 1972.
- Markku Alén. Ganó seis veces el Rally de Finlandia y la FIA Cup for Rally Drivers en 1978, predecesora del campeonato del mundo de pilotos. Logró además diecinueve victorias en el campeonato del mundo y fue subcampeón en dos ocasiones.
- Ari Vatanen. Ganó el Rally de Finlandia en dos ocasiones y fue el primer piloto del país en lograr el campeonato del mundo. Lo hizo en 1981 con un Ford Escort RS1800. Consiguió diez victorias y veintisiete podios.
- Hannu Mikkola. Fue campeón del mundo en 1983 y logró dieciocho victorias durante su trayectoria en el mundial. Ganó el Rally de Finlandia en siete ocasiones.
- Timo Salonen. Campeón del mundo en 1985 consiguió once victorias y veinticuatro podios en el mundial.
- Henri Toivonen. Ganó siete pruebas del mundial y fue subcampeón de Europa en 1984, perdió la vida durante el Rally de Córcega de 1986 junto a su copiloto Sergio Cresto.
- Juha Kankkunen. Fue el primer piloto en lograr cuatro títulos del mundo: 1986, 1987, 1991 y 1993 Consiguió además veintitrés victorias.
- Tommi Mäkinen. Logró cuatro títulos del mundo de manera consecutiva (1996, 1997, 1998, 1999), siendo la primera persona en lograrlo. Ganó 24 rallyes del mundial y cinco veces el Rally de Finlandia.
- Marcus Grönholm. Fue campeón del mundo en dos ocasiones (2000 y 2002) y subcampeón en otras dos (2006, 2007) logrando treinta victorias y sesenta y un podios. Consiguió ganar siete veces el Rally de Finlandia.
- Mikko Hirvonen. Subcampeón del mundo en cuatro ocasiones (2008, 2009, 2011, 2012) logró quince victorias del mundial.
- Jari-Matti Latvala. Subcampeón en una ocasión (2010) logró nueve victorias.
- Juho Hänninen. Fue campeón de Europa en 2012 y del IRC en 2010.
- Kimi Räikkönen. Campeón de Fórmula 1 en 2007 participó en el campeonato del mundo entre 2009 y 2011.